# Zszywka

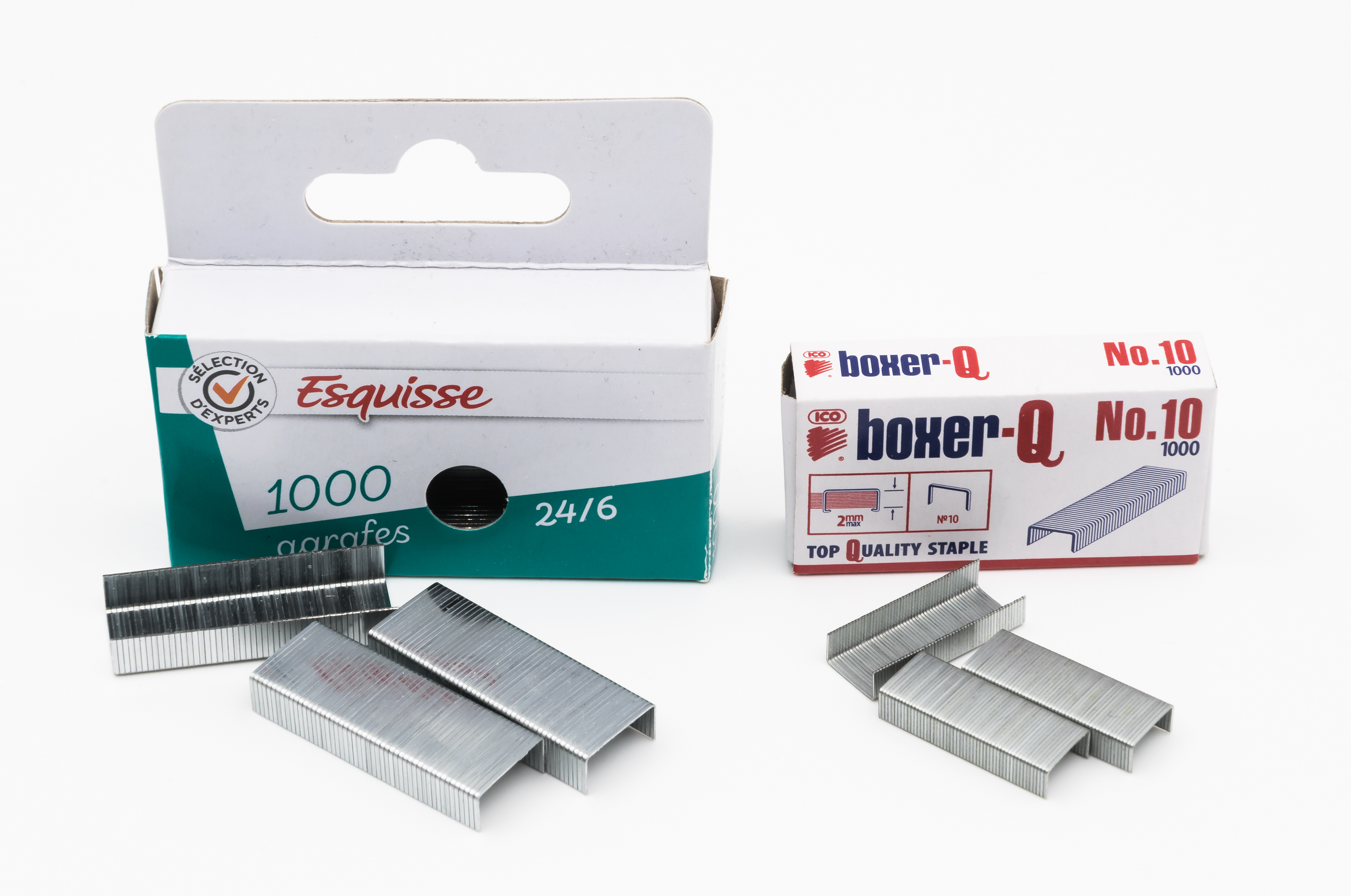
Zszywki

Schemat działania zszywacza zaginającego zszywki do wewnątrz; niektóre zszywacze pozwalają też odginać zszywki na zewnątrz

Zszywka – metalowy drut o przekroju prostokątnym używany do zszywania np. kartek przy pomocy zszywacza. 
Wielkość zszywek, ich kształt i materiał, z którego są wykonane, zależą od przeznaczenia, do którego są używane i urządzenia do ich aplikacji, czyli zszywacza.
Przed użyciem zszywka ma zazwyczaj kształt nawiasu kwadratowego. Zszywka ma zapewnić trwałe połączenie dwóch materiałów. Zszywka biurowa łączy kartki w sposób trwały dzięki temu, że po przebiciu tych kartek jest zaginana do wewnątrz lub na zewnątrz. Zszywka używana w przemyśle meblarskim łączy materiał obiciowy z drewnianą ramą mebli w podobny sposób jak gwoździe, czyli jej ramiona nie są zaginane.
Zszywki znajdują zastosowanie m.in. w poligrafii i obok drutu introligatorskiego służą do wykonywania opraw zeszytowych, przy czym zszywki te różną szerokością i wysokością, stosowną do liczby zszywanych kartek. Mają też różną twardość w zależności od tego czy zszywane są trudniejsze do przebicia grubsze kartki papieru powlekanego czy łatwiejsze - kartki papieru offsetowego. Odmianą zszywek stosowanych w poligrafii są zszywki oczkowe. Oczka zszywki tworzą zawieszkę, dzięki której zszyte kartki można umieścić w segregatorze biurowym.